# 私鐘真面目
私鐘真面目（英語：Key to Fortune），香港第III級偽紀錄片，由黃霑、鄭維嘉主持和旁述，於1992年10月29日上映。

## 簡介
以虛構採訪和「偷拍」片段形式，描述香港和深圳的娼妓事業內幕。
中華民國影劇協會形容此片屬於當時香港流行的「獵奇實錄片」，特色是製作快、小成本輕，「有一定的娛樂性和歷史價值」。

## 註腳
1. ↑  影評人魏君子曾引述高志森（2009年）的說法：「陳奧圖是一個執行名字......執行去拍的是陳學人。陳學人後來自己拿資金拍了一個《私鐘真面目》，為這個事情我們跟出品方嘉禾還鬧起來了，因為他們不應該還用陳奧圖這個名字。但後來他還是繼續用這個名字拍了。」[1]

## 外部連結
- 互联网电影数据库（IMDb）上《私鐘真面目》的资料（英文）
- 香港影庫上《私鐘真面目》的資料（繁體中文）